# Heterudea
Heterudea là một chi bướm đêm thuộc họ Crambidae.

## Các loài
- Heterudea grisealis Dognin, 1905
- Heterudea illustralis Dognin, 1905